# Pematang Tinggi
Pematang Tinggi is een bestuurslaag in het regentschap Pelalawan van de provincie Riau, Indonesië. Pematang Tinggi telt 1976 inwoners (volkstelling 2010).